# Ekomdiong
Ekomdiong encore intitulé ou Ekomdjong ou Ekondjong est un village camerounais situé dans la région du Littoral, dans le département du Moungo et dans l'arrondissement du Nlonako.

## Population et développement
En 1967, la population de Ekomdiong était de 39 habitants, essentiellement des Bakaka. Lors du recensement de 2005, elle était de 37 habitants.